# Saint-Maurice-de-Rémens
Saint-Maurice-de-Rémens es una comuna francesa situada en el departamento de Ain, de la región de Auvernia-Ródano-Alpes.

## Demografía
| 431 | 441 | 436 | 428 | 613 | 604 | 632 | 734 | 756 |
| Para los censos de 1962 a 1999 la población legal corresponde a la población sin duplicidades (Fuente: INSEE [Consultar]) |     |     |     |     |     |     |     |     |